# Hemitriccus rufigularis
El titirijí gorgirrufo (Hemitriccus rufigularis), también denominado tirano-todi de garganta anteada (en Perú), tirano todi golianteado (en Ecuador) o mosqueta de garganta moteada, es una especie de ave paseriforme de la familia Tyrannidae perteneciente al numeroso género Hemitriccus. Es nativo de regiones andinas en el oeste de América del Sur.

## Distribución y hábitat
Se distribuye de forma disjunta por las estribaciones orientales de los Andes, en Ecuador (oeste de Napo, Morona-Santiago, Zamora-Chinchipe), Perú (Loreto, San Martín, y desde Huánuco hacia el sur hasta el norte de Puno) y norte de Bolivia (La Paz, extremo suroeste del Beni, oeste de Santa Cruz).
Esta especie es considerada rara y local en su hábitat natural: el estrato medio y el sub-dosel de bosques montanos bajos entre los 800 y los 1500  m de altitud.

## Estado de conservación
El titirijí gorgirrufo ha sido calificado como casi amenazado por la Unión Internacional para la Conservación de la Naturaleza (IUCN) debido a que su pequeña población, estimada en 6700 individuos maduros, se encuentra en moderada decadencia como resultado de la continua pérdida de hábitat.

## Sistemática

### Descripción original
La especie H. rufigularis fue descrita por primera vez por el ornitólogo alemán Jean Cabanis en 1873 bajo el nombre científico Euscarthmus rufigularis; su localidad tipo es: «Monterico, Amazonas, Perú».

### Etimología
El nombre genérico masculino «Hemitriccus» se compone de las palabras del griego « ἡμι hēmi» que significa ‘pequeño’, y « τρικκος trikkos»: pequeño pájaro no identificado; en ornitología, «triccus» significa «atrapamoscas tirano»; y el nombre de la especie «rufigularis» se compone de las palabras del latín «rufus» que significa ‘rufo, rojo’, y «gularis», que significa ‘de garganta’.

### Taxonomía
Es monotípica.